# Prémios do Cinema Europeu de 1994
A 7ª Edição dos Prémios do Cinema Europeu (em inglês: 7th European Film Awards) foi apresentada no dia 27 de novembro de 1994. Esta edição ocorreu em Berlim, Alemanha.

## Vencedores e nomeados
A cor de fundo       indica os vencedores.

### Melhor filme
| Filme                                                            | Título no Brasil                                                  | Título em Portugal                                          | Diretor/Realizador   | Produção (país)  |
| ---------------------------------------------------------------- | ----------------------------------------------------------------- | ----------------------------------------------------------- | -------------------- | ---------------- |
| Lamerica                                                         | América - O Sonho de Chegar                                       | Lamerica                                                    | Gianni Amelio        | Itália           |
| In the Name of the Father                                        | Em Nome do Pai                                                    | Em Nome do Pai                                              | Jim Sheridan         | Irlanda          |
| Trois couleurs: Bleu Trois couleurs: Blanc Trois couleurs: Rouge | A Liberdade É Azul A Igualdade É Branca A Fraternidade É Vermelha | Três Cores - Azul Três Cores - Branco Três Cores - Vermelho | Krzysztof Kieślowski | França / Polónia |

### Melhor primeiro filme
| Filme             | Título no Brasil | Título em Portugal | Diretor/Realizador     | Produção (país) |
| ----------------- | ---------------- | ------------------ | ---------------------- | --------------- |
| Le fils du requin |                  |                    | Agnès Merlet           | França          |
| Woyzeck           |                  |                    | János Szász            | Hungria         |
| Kosh ba kosh      |                  |                    | Bakhtyar Khudojnazarov | Tajiquistão     |

### Melhor documentário
- Saga-Group Sarajevo

### Prémio FIPRESCI
| Filme       | Título no Brasil | Título em Portugal | Diretor/Realizador | Produção (país) |
| ----------- | ---------------- | ------------------ | ------------------ | --------------- |
| Caro diario | Caro Diário      | Querido Diário     | Nanni Moretti      | Itália          |

### Prémio de carreira
- Robert Bress

## Netografia
- «Vencedores dos EFA 1994» (em inglês)
- «Nomeados para os EFA 1994» (em inglês)